# USS Akron (ZRS-4)
USS Akron (ZRS-4) je bila trda zračna ladja Vojne mornarice ZDA.